# Богословија „Свети Петар Дабробосански“
Богословија „Свети Петар Дабробосански” је средња школа у општини Фоча. Налази се у улици Велечево бб, у Фочи. Назив је добила по Светом Митрополити Петру Дабробосанском, српском светитељу, митрополити захумско–херцеговачком и митрополити дабробосанском.

## Историјат
Одлуком Берлинског конгреса, Аустроугарска је окупирала Босну и Херцеговину која је до тада била под турском влашћу. Нова власт је свим становницима гарантовала право на верску равноправност, што се није остварило. Упоредо са покушајима да промени верску структуру Босне и Херцеговине, Аустроугарска је преко Бенјамина Калаја покушавала да створи патриотизам, у циљу одвајања Срба у Босни и Херцеговини од осталих. Наредних тридесет година су се Срби у Босни и Херцеговини залагали за очување своје црквено–школске аутономије која је била основа за очување српског верског и националног идентитета. Године 1905. је државна власт Србима статутом загарантовала права на црквено–школску аутономију. Митрополит дабробосански Сава Косановић је 1882. године добио од државних власти дозволу да отвори богословију у Сарајеву, али 1879. године није успео да спроведе у дело отварање. Бањалучка богословија је након кратког рада затворена 1875. године, након неуспешног устанка Срба против турске власти. Године 1883. је затворена Српска гимназија у Сарајеву због неслагања са аустроугарским властима. Богословија је, поред неколико основних школа, постала једина институција која је имала могућност школовања српске омладине.
Богословија је основана 19. септембра 1882. године за школовање свештенства три босанско–херцеговачке епархије: сарајевске, зворничке и мостарске. Зграда богословије у Рељеву је изграђена 1884. године, на имању митрополита Саве Косановића. Поред богословских су се изучавали и световни предмети. Богословија је реорганизована 1892. године у време митрополита Ђорђа Николајевића, од тада је уписују ученици са великом матуром, чиме је богословија прерасла на ниво факултета. Године 1909. се повећао број часова и предмета који се изучавају. Године 1917. је Богословија премештена у зграду Црквене сарајевске општине, код Саборне цркве и зграде Митрополије дабробосанске у центру Сарајева. У току Другог светског рата Богословија престаје са радом, а зграда је коришћена као затвор за Србе, Јевреје и остале, одакле су транспортовани у логоре смрти. Митрополит Петар Дабробосански, велики број свештеника и православних верника је убијено. Након рата је Богословија остала без свог предратног здања које је нова државна власт дала на коришћење Техничком и Економском факултету у Сарајеву. Митрополит Дабробосански Николај Мандић је основао богословију у Фочи која је почела са радом 1995—96. године, након што је Богословија „Света три Јерарха” у манастиру Крка у току рата привремено пребачена на Дивчибаре, а затим у Фочу. Године 2001. је Богословија добила данашњи назив „Свети Петар Дабробосански”, а 2001—02. је покренут часопис „Богословско братство”.

## Догађаји
Догађаји Богословије „Свети Петар Дабробосански”:
- Светосавска академија[4]
- Дан отворених врата[5]
- Дан средњошколског центра у Фочи[6]
- Међународни дан средњошколаца[7]
- Међународни дан жена[8]
- Велики петак[9]
- Велика субота[9]
- Сиропусна недеља[10]
- Недеља православља[11]
- Недеља праштања[12]
- Недеља Митара и Фарисеја[13]
- Недеља Месопусна[14]
- Недеља о Блудном сину[15]
- Теодорова субота[11]
- Свети Апостол Лука[16]
- Свети Петар Цетињски[16]
- Свети архангел Михаило[17]
- Свети Арсеније Сремац[18]
- Свети Јован Златоусти[19]
- Свети Петар Дабробосански[20]
- Свети Симеон Мироточиви[21]
- Свети Момчило Челебић[22]
- Света три Јерарха[23]
- Слава војних свештеника[24]
- Манифестација „Дух Асиза”[25]
- Мале олимпијске игре Републике Српске[26]